# Йозеф Немець (футболіст)
Йозеф Немець (чеськ. Josef Němec) — чехословацький футболіст, що грав на позиції воротаря. Найбільш відомий виступами за празьку «Спарту».

## Життєпис
В складі празької «Спарти» почав виступати у сезоні 1930-31, витіснивши з основи Владіміра Бєліка. Влітку зіграв п'ять матчів в Кубку Мітропи 1931, в якому «Спарта» в чвертьфіналі перемогла «Ювентус» (1:2, 1:0, 3:2), а в півфіналі програла австрійському ВАКу (3:2, 3:4, 0:2). Виграв з командою Середньочеський кубок 1931 року. Був учасником фіналу, в якому «Спарта» перемогла «Славію» з рахунком 3:1.
В сезоні 1931-32 став чемпіоном Чехословаччини, хоча грав не регулярно, програючи конкуренцію Антоніну Ледвині. Зіграв ще один матч в Кубку Мітропи в 1932 році. В матчі-відповіді 1/4 фіналу проти італійської «Болоньї» «Спарта» здобула перемогу з рахунком 3:0, але не вийшла в наступний раунд, бо програла першу гру 0:5. Також виступав за «Спарту» в чемпіонатах Чехословаччини 1933 і 1937 років. В лютому 1937 року брав участь у фінальному матчі Середньочеського кубка 1936 (основний турнір пройшов в 1936 році, але фінал був перенесений на наступний), в якому «Спарта» зіграла внічию 1:1 зі «Славією». В переграванні Немець не грав, а його команда перемогла з рахунком 1:0.
В 1937-1939 роках грав за команду «Пардубиці», яка вперше вийшла до вищої ліги Чехословаччини.

## Трофеї і досягнення
- Чемпіон Чехословаччини (1):

«Спарта» (Прага): 1931-32
- Срібний призер чемпіонату Чехословаччина (3):

«Спарта» (Прага): 1930-31, 1932-33, 1936-37
- Володар Середньочеського кубка (2):

«Спарта» (Прага): 1931, 1936